# Clemens Höslinger

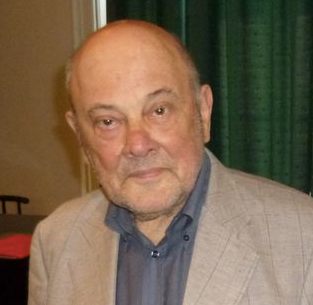
Clemens Höslinger (2013)

Clemens Höslinger (Pseudonym: Christian Herbst; * 15. September 1933 in Wien) ist ein österreichischer Historiker, Musikpublizist und Bibliothekar.

## Leben
Höslinger, jüngerer Bruder des Augustiner-Chorherren Norbert Höslinger, absolvierte zunächst die Wiener Musikakademie. Anschließend wirkte er von 1959 bis 1993 als Bibliothekar im Österreichischen Staatsarchiv.
Bekannt wurde Höslinger vor allem als Musikkritiker in Zeitschriften und Tageszeitungen im deutschen Sprachraum. Er hat darüber hinaus bei zahlreichen Radiostationen historische Tonaufzeichnungen vorgestellt. Seine Forschungs- und Publikationsgebiete betreffen in erster Linie die Wiener Musik- und Theatergeschichte.
Höslinger ist Vizepräsident des Vereins Wiener Opernarchiv, vormals RISM-Österreich.

## Auszeichnungen
- 2000: Professorentitel durch den Bundespräsidenten

## Schriften (Auswahl)
- Musik im Burgtheater. Eine Ausstellung zum 200jährigen Jubiläum des Burgtheaters. Österreichische Nationalbibliothek, Wien 1976 (Katalog der Musiksammlung der österreichischen Nationalbibliothek, Institut für Österreichische Musikdokumentation)
- Musik-Index zur „Wiener Zeitschrift für Kunst, Literatur, Theater und Mode“ 1816-1848. Musikverlag Katzbichler, München/Salzburg 1980.
- Giacomo Puccini. Mit Selbstzeugnissen und Bilddokumenten (= Rowohlts Monographien. Bd. 325). Rowohlt, Reinbek 1984; 8. Auflage 2008, ISBN 978-3-499-50325-2.